# Clonakilty
Clonakilty, a veces abreviado a Clon, es una localidad situada en el condado de Cork de la provincia de Munster (República de Irlanda). La ciudad se encuentra a la cabeza de la marea de la bahía de Clonakilty. El interior rural se utiliza principalmente para la ganadería láctea. Con una población en 2016 de 4.592 habitantes, la ciudad es un centro turístico de West Cork, también fue reconocida como "Mejor Ciudad de Europa" en 2017, y "Mejor Lugar del Año" también en 2017, por el Instituto Real de Arquitectos de Irlanda. Clonakilty se encuentra en el distrito electoral de Cork South-West (Dáil Éireann) que tiene tres asientos.
Se encuentra ubicada al suroeste del país, a poca distancia de la ciudad de Cork y de la costa del océano Atlántico.

## Demografía
A partir del censo de 2011, la Clonakilty étnica era el 80% blanca irlandesa, 14% "otra blanca", 1'5% negra, 1'5% asiática, y 2% no aclarada. En cuanto al censo de ese mismo año religión el 80% de la población es católica, el 10% no están declaradas, el 8'5% no tienen ninguna religión y el 0'5% no declarada.